# Alberto Alesina
Alberto Francesco Alesina (sinh 29 tháng 4 năm 1957 - mất ngày 23 tháng 5 năm 2020) là một nhà kinh tế chính trị người Ý và xuất bản rộng rãi tác phẩm của mình trên nhiều tạp chí lớn về học tập thuộc lĩnh vực kinh tế.
Ông sinh ra ở Broni, Ý, Alesina đã đạt được tấm bằng đại học về kinh tế từ Đại học Bocconi (DES) trong năm 1981, sau đó tiếp tục làm sinh viên tại Đại học Harvard, nhận được M.A. (1985) và một bằng Ph.D. (1986). Từ 2003 đến 2006, Alesina từng là chủ tịch của Phòng Kinh tế tại Harvard. Ông hiện là Nathaniel Ropes giáo sư Kinh tế Chính trị tại Đại học Harvard. Ông đã viếng thăm một số cơ sở giáo dục bao gồm cả Học viện Công nghệ Massachusetts (MIT), Đại học Tel Aviv, Đại học Stockholm, The World Bank, và cả Quỹ tiền tệ quốc tế (IMF). Trong năm 2006, Alesina tham gia vào dự án giao dịch chứng khoán của Visions.